# Рампла Хуниорс
«Ра́мпла Ху́ниорс» (исп. Rampla Juniors Fútbol Club) — уругвайский футбольный клуб из города Монтевидео. В 1927 году единственный раз в своей истории стал чемпионом Уругвая. Один из сильнейших клубов Уругвая в 1920—1950-е годы. Один из самых популярных клубов «второго эшелона» (после двух явных грандов, «Пеньяроля» и «Насьоналя», на долю которых приходится 90 % болельщиков Уругвая).

## История
«Рампла Хуниорс», основанная 7 января 1914 года, несколько раз переезжала из одного района Монтевидео в другой, пока не обосновалась в Серро. С одноимённым клубом у «Рамплы» с тех пор происходит наибольшее противостояние.
По одной из версий, красно-зелёные цвета футболок появились в результате решения, сходного с тем, как аргентинская «Бока Хуниорс» выбирала свои цвета, то есть исходя из флага первого зашедшего в порт корабля. В случае «Боки» это был шведский корабль (и сине-жёлтые цвета), а с «Рамплой» — итальянский (и соответственно красно-зелёные цвета). Кроме того, красно-зелёные цвета использовал предыдущий клуб района Вилья-дель-Серро, «Форталеса».
В 1927 году клуб стал чемпионом Уругвая в единственный раз в своей истории. В чемпионском составе наиболее звёздными игроками были Педро Ариспе (капитан) и Энрике Бальестерос. В 1929 году «Рампла» совершила легендарное турне по Европе, в рамках которого обыграла ряд знаменитых клубов: «Валенсию» (19 марта, 1:0), самый популярный на тот момент клуб Берлина «Теннис Боруссию Берлин» (21 апреля, 1:0), «Олимпик Марсель» (5 мая, 3:0), «Аякс» (9 мая, 2:1), «Бенфику» (1 июня, 3:1).

## Достижения
- Чемпион Уругвая (1): 1927
  - Вице-чемпион Уругвая (5): 1923 (АУФ), 1928, 1932, 1940, 1964
  - Третий призёр чемпионата Уругвая (13): 1922, 1924 (АУФ), 1931, 1933, 1936, 1941, 1947, 1949—1952, 1958
- Чемпион Второго дивизиона Уругвая (4): 1942, 1980, 1992, 2015/16
- Чемпион дивизиона Интермедиа (второй по уровню дивизион) (1): 1921